# Milica Ivković
Milica Ivković, född 2 maj, 1994, är en volleybollspelare (libero). 
Ivković spelar i Bosnien och Hercegovinas landslag och har med dem deltagit i EM 2021 och 2023 (samt kvalen till EM 2017 och 2019) samt vunnit European Silver League 2021. På klubbnivå har hon förutom i Bosnien och Hercegovina, spelat med klubblag i Ungern, Rumänien och Serbien.